# Martín Molina Salvador
Martín Molina Salvador (2 de noviembre de 1994) es un deportista español que compite en boxeo.
Ganó una medalla de bronce en el Campeonato Mundial de Boxeo Aficionado de 2023 y una medalla de oro en el Campeonato Europeo de Boxeo Aficionado de 2022, en el peso mosca.

## Palmarés internacional
| Campeonato Mundial | Campeonato Mundial   | Campeonato Mundial | Campeonato Mundial |
| Año                | Lugar                | Medalla            | Categoría          |
| ------------------ | -------------------- | ------------------ | ------------------ |
| 2023               | Taskent (Uzbekistán) | Medalla de bronce  | 51 kg              |
| Campeonato Europeo |                      |                    |                    |
| Año                | Lugar                | Medalla            | Categoría          |
| 2022               | Ereván (Armenia)     | Medalla de oro     | 51 kg              |